# Mousa
Mousa（ムーサ）は、東京都渋谷区に本社を置く株式会社Themisの芸能事務所部門。
2019年3月に歌手や演奏者などのコンサートの企画、制作、運営などを行っている株式会社Themisに吸収合併され、芸能部門としてのみ「Mousa」の名前が存続している状態である。

## 来歴
- 2007年（平成19年）9月 - 会社設立。
- 2009年（平成21年）12月 - 中田ちさと、仲谷明香がAKSより移籍、マネージメント開始。
- 2010年（平成22年）4月 - 内田眞由美、田名部生来がAKSより移籍、マネージメント開始。
- 2013年（平成25年）3月6日 - 仲谷明香、同日のAKB48卒業と同時に契約終了。
- 2014年（平成26年）3月31日 - 内田眞由美、契約満了によりマネージメント終了。
- 2015年（平成27年）
  - 4月30日 - 田名部生来、契約満了によりマネージメント終了。
  - 9月30日 - 中田ちさと、契約満了によりマネージメント終了。
- 2016年（平成28年）4月 - 梅本まどかのマネージメント開始。
- 2017年（平成29年）12月 - インリン・オブ・ジョイトイの日本での芸能活動のマネージメント（業務提携）開始。
- 2018年（平成30年）
  - 11月30日 - インリン・オブ・ジョイトイ、契約満了によりマネージメント終了。
  - 12月3日 - 古川愛李のマネージメント開始。
- 2019年
  - 3月 - 代表の夫である岩本幸也が代表を務める株式会社Themisに吸収合併され「株式会社Themis/Mousa」に社名を変更[2][3]。
  - 3月31日 - 梅本まどか、契約満了によりマネージメント終了。
  - 8月1日 - 前述の吸収合併により、法人としての「株式会社Mousa」が消滅[2][3]。
  - 10月1日 - 璃香子のマネージメント開始。
- 2023年
  - 6月1日 - 矢神久美のマネージメント開始。

## 所属タレント
- 古川愛李（元SKE48 2期生）
- 璃香子（元SKE48 1期生）
- 矢神久美（元SKE48 1期生）

## 過去の所属タレント
- 仲谷明香（2009年12月 - 2013年3月）※元AKB48、アミュレート→（フリー）→アニモプロデュース→（フリー）→ミシェルエンターテイメント所属。
- 内田眞由美（2010年4月 - 2014年3月）※元AKB48、焼肉IWAオーナー、元ラナビオン所属。
- 田名部生来（2010年4月 - 2015年4月）※元AKB48、オムニア所属。
- 中田ちさと（2009年12月 - 2015年9月）※元AKB48。
- インリン・オブ・ジョイトイ（2017年12月15日 - 2018年11月）※現芸名:インリン、英里有限公司所属（日本国内の窓口として業務提携）。
- 梅本まどか（2016年4月 - 2019年3月31日）※元SKE48。

## イベント
- 「6月3日はMousaの日〜WANTED〜」（2010年6月3日、世田谷区成城ホール）
- 「12月6日はMousa+Mousaの日〜諸般の事情により開催が1週間遅くなってしまいました。〜」（2010年12月13日、渋谷区文化総合センター大和田 さくらホール）
- 「6月3日はMousaの日〜ムウサノススメ〜」（2011年6月20日、渋谷区文化総合センター大和田 さくらホール）
- 「12月6日はMousa+Mousaの日〜Position ZERO〜」（2011年12月13日、なかのZERO 大ホール）
- 「6月3日はMousaの日　東京〜熱闘!!イースタンリーグ篇〜・大阪〜熱闘!!ウエスタンリーグ篇〜」（2012年6月18日・6月20日、渋谷区文化総合センター大和田 さくらホール・ABCホール）
- 「12月6日はMousa+Mousaの日～①ne tw② punch！～」（2012年12月10日、なかのZERO大ホール）
- 「6月3日はMousaの日〜神宮外苑夢三大会〜」（2013年6月20日、日本青年館大ホール）
- 「12月6日はMousa＋Mousaの日」（2014年12月13日、シアター1010）
- 「プチMousaの日 in WALLOP 新人だよ全員集合」（2015年5月10日、WALLOP・WAROSスタジオ）
- 「12月6日はMousa+Mousaの日〜AR30th〜」（2019年12月11日、Zepp Nagoya）
- 「あつまれ！Mousaの日2023」（2023年6月3日 Logic Nagoya）